# Jason Turner (łyżwiarz figurowy)
Jason John Turner (ur. 2 stycznia 1971 w Lethbridge) – kanadyjski łyżwiarz figurowy, startujący w parach sportowych z Jamie Salé. Uczestnik igrzysk olimpijskich w Lillehammer (1994), uczestnik mistrzostw świata, mistrz Kanady juniorów (1992) oraz brązowy medalista mistrzostw Kanady seniorów (1994).
Ma córkę Triston (ur. 1992), której matką jest kanadyjska łyżwiarka figurowa Kristy Sargeant-Wirtz.

## Osiągnięcia
Z Jamie Salé
| Zawody               | 89–90          | 90–91          | 91–92          | 92–93          | 93–94          |                |                |                |                |                |                |                |                |                |                |                |                |
| Międzynarodowe       | Międzynarodowe | Międzynarodowe | Międzynarodowe | Międzynarodowe | Międzynarodowe | Międzynarodowe | Międzynarodowe | Międzynarodowe | Międzynarodowe | Międzynarodowe | Międzynarodowe | Międzynarodowe | Międzynarodowe | Międzynarodowe | Międzynarodowe | Międzynarodowe | Międzynarodowe |
| -------------------- | -------------- | -------------- | -------------- | -------------- | -------------- | -------------- | -------------- | -------------- | -------------- | -------------- | -------------- | -------------- | -------------- | -------------- | -------------- | -------------- | -------------- |
| Igrzyska olimpijskie |                |                |                |                | 12             |                |                |                |                |                |                |                |                |                |                |                |                |
| Mistrzostwa świata   |                |                |                |                | 16             |                |                |                |                |                |                |                |                |                |                |                |                |
| Skate America        |                |                |                | 7              |                |                |                |                |                |                |                |                |                |                |                |                |                |
| NHK Trophy           |                |                |                |                | 5              |                |                |                |                |                |                |                |                |                |                |                |                |
| Krajowe              |                |                |                |                |                |                |                |                |                |                |                |                |                |                |                |                |                |
| Mistrzostwa Kanady   | 3 N            | 2 J            | 1 J            | 4              | 3              |                |                |                |                |                |                |                |                |                |                |                |                |